# Shitpump
A Shitpump 2000 végén alakult, a hardcore, punk rock, és gyakran thrash metal zenei elemeket összegyúró, a napjainkig is működő budapesti punk zenekar.
A zenekarra nagy hatással voltak különböző punk és rockegyüttesek, többek között a GBH, The Exploited, az Anti-Nowhere League, Motörhead.

## Tagok
- Horváth Miklós – gitár
- Gaál György – basszusgitár, vokál
- Kis Zsolt „KiZso” – ének
- Kocsis Richárd – dob

## Történet
Az együttes 2000 év vége felé alakult Budapesten. Alapító tagja a zenekar énekese, Kis Zsolt „KiZso”. 2000 előtt Kis Zsolt The DIY - Do It Yourself zenekarával szerepelt a magyar zenei szcénában, de ez nem elégítette ki teljesen a zenei ambícióit. 2000 elején ismerőseivel, Gaál Györggyel és testvérével, Zolival való eszmecseréken merült fel az újabb zenekar ötlete, amely keményebb stílust, rockot játszana. Egy évig szinte semmi nem történt az ügyben, de akkor hirtelen összeállt az együttes, két gitárossal, a dobossal és KiZsóval mint énekessel. Horváth Miklós korábban a 90-es években a Bastard zenekarban gitározott, onnan lépett át, mivel a zenekar nem működött, és ő beugrott a hiányzó gitáros helyére. Az első próba idején a zenekar kezdő dobosa nem volt a helyzet magaslatán, ezért tőle megváltak. Helyette érkezett Koller Sándor, aki 2001-től a D.I.Y. dobosa volt, majd később kilépett az együttesből. A zenekar három stabil tagja mellett a dobosok gyakran váltották egymást, Koller után Juhász Tamás dobolt az együttesben 2007-től 2011-ig, a „Mocskos rock n'roll” ep felvételén Balogh Gergő dobolt, jelenleg pedig Muzsik Gyula a dobos.
A zenekar első albuma 2003 elején megjelent "Gyűlölj!" címmel.
2004-ben sokat koncerteztek, eközben igyekeztek egy stúdióalbumot összerakni, de ennek a kiadására ebben az évben nem került sor.
A felvett album „Új harc” néven került volna kiadásra, de mivel akkoriban a társaság minden pénzét elvitte a stúdió, így várniuk kellett a kiadókkal.
A friss felvételeket ekkor két-három dalonként adták ki különböző válogatásalbumokon.
2005 első feléig tartott ez a lendület, majd egy nagyon hosszú és súlyos (kényszer)pihenő következett a zenekar életében, amit Koller kilépése okozott.
2006-ban felvették a korábbi ritmust új dobosukkal együtt, és újra koncertek sorozata kezdődött.
Ebben az évben sikerült egy saját próbatermet is szerezniük.
Az év első felében a Prosectura előzenekaraként léptek fel több koncerten.
2006 októberében felléptek az első Leukémia Fesztiválon, ami a leukémiás betegek segítésére szervezett kétnapos koncertsorozat volt, számos fellépővel.
Az együttesnek ebben az évben néhány külföldi fellépése is volt.
2006 december 23-án felléptek a Punkkarácsonyon, a Vörös Yukban.
2007 decemberében beindult az együttes Myspace-oldala, ahol számaik és demóik találhatók.
2009-ben KiZso elmondása szerint nagyobb változások történtek a zenekar felállásában, de a zenekar egyben maradt és tovább működik. „Le kellett zárni egy időszakot és most egy új korszak küszöbére érkeztünk.” – írta ekkor KiZso.
2011-ben új dobossal, Biri Sándorral indul ismét koncertezni a Shitpump. A szokásos körök mellett a Katéter zenekarral összefogva ellátogat Ausztriába és Szlovéniába is, majd önálló bulikon a nagyobb magyar városokba és Szerbiába indul ismét koncertezni. Hazatérve pedig az összes nagyobb volumenű underground fesztiválon vendégeskedik a Shitpump (Pl. 36 óra Pogó, Jégtörő, és Retro Punk fesztiválok). Ezekben az időkben elég sűrűn lépnek fel nagyobb nevekkel is, mint pl. HétköznaPI CSAlódások, Prosectura, Qss. Az év végén kijön a „Mocskos rock N' Roll” kislemez. 
2012 augusztusában felléptek a Félresöpört Fesztiválon. Ebben az évben az együttes a szombathelyi Opus Nulla-val együtt lépett fel több alkalommal, ami egy jó kombinációnak bizonyult.
2013-tól többet játszanak külföldön (Svájcban), mint Magyarországon, de  néhány fontosabb fesztiválon itthon is fellépnek.
A zenekar 2019 őszén bukkan fel ismét a Punk Kulturális Fesztiválon és azóta rendszeresen koncertezik.

## Diszkográfia
- Mocskos rock n'roll ep. – 2011. december 24.
- Állat módon demo – 2007. október 20.
- Pump n' roll ep. – 2007.
- Új harc lp. – 2004. augusztus 26.
- Gyűlölj! lp. – 2003. március 15.[2]
- An - Archív demo – 2002. november 20.